# Benwenut z Ankony
Benwenut z Ankony OFM (ur. w Ankonie w 1188, zm. 22 marca 1282 w Osimo) – włoski franciszkanin, archidiakon w Ankonie i kapelan papieski, biskup Osimo, kanonista, święty Kościoła katolickiego.
Studiował prawo w Osimo (u Silvestro Gussolino), później filozofię i teologię. W 1263 roku przyjął sakrę biskupią, rok później został arcybiskupem w Osimo zarządzając diecezją.
 Ordynariuszem diecezji został 13 marca 1264 za pontyfikatu Urbana IV, prosząc wcześniej o pozwolenie na wstąpienie do Zakonu św. Franciszka. W 1267 Klemens IV powierzył mu urząd zarządzającego całą Marchią Ankońską.
Zmarł 22 marca 1282. Pochowany najpierw w mauzoleum na terenie katedry, następnie jego ciało przeniesiono do  grobowca w krypcie katedry. Cuda dziejące się za jego przyczyną potwierdzono już w 1308 w Statutach Osimo. W 1284 Benwenut został kanonizowany przez papieża Marcina IV.
Odpustów za nawiedzenie jego grobu udzielił papież Eugeniusz IV w 1432.
W 1755 Benwenut został ogłoszony patronem miasta Osimo.
Jego wspomnienie liturgiczne obchodzone jest w Kościele katolickim i zakonie franciszkańskim w dzienną pamiątkę śmierci.